# Плавецки Штврток
Плавецки Штврток (словац. Plavecký Štvrtok) — село, громада округу Малацки, Братиславський край, південно-західна Словаччина, регіон Загоріє. Кадастрова площа громади — 24,18 км².
Населення 2416 осіб (станом на 31 грудня 2017 року).

## Історія
Плавецки Штврток згадується в 1206 році.

## Географія
Протікає Зогорський канал.

## Населення
| Рік:            | 1994. | 2004.    | 2014.   | 2024.    |
| --------------- | ----- | -------- | ------- | -------- |
| Кількість осіб: | 1945  | 2296     | 2353    | 2609     |
| Різниця:        |       | +18,04 % | +2,48 % | +10,87 % |

| Рік:            | 2023. | 2024.   |
| --------------- | ----- | ------- |
| Кількість осіб: | 2619  | 2609    |
| Різниця:        |       | -0,38 % |